# Киванука, Ахилей
Ахилей Киванука, другой вариант фамилии — Кеванука (суахили Achile Kiwanuka, 1869 год — 3 июня 1886 года, Намугонго, Буганда) — святой Римско-Католической Церкви, один из угандийских мучеников.

## Биография
Родился в 1869 году в населённом пункте Лулагала. Принадлежал к клану чешуйчатых муравьедов (Лугаве). Отцом Кивануки был Кьяззе, который был сыном бывшего королевского советника. Мать Кивануки Нассаза Талидда принадлежала к клану циветов (Ффумбе). Когда Киванука повзрослел, его назначили на службу к начальнику местного района Ссинго. Позднее он поступил на службу в суд при дворе короля Буганды Мванги II. Во время службы в суде он познакомился с Кибуукой и Лубингой, который познакомившись с католическими миссионерами, призвал своих друзей оставить язычество и стать христианами. Отец Кивануки, узнав, что они сожгли семейные амулеты, призывал их оставить государственную службу. Однако, они, возвратившись ко двору короля Мванги II, продолжили свою службу в суде. После мученической смерти Иосифа Мукасы все трое друзей обратились в католическую миссию, где были крещены тайным образом священником Пьером Лурделем в ночь на 16 ноября 1885 года. Киванука во время крещения получил христианское имя Ахилей. Вскоре после возвращения в Намугонго Ахилей Киванука был арестован за свою веру и приговорён к казни.
Был сожжён 3 июня 1886 года.

## Прославление
В 1920 году был причислен к лику блаженных Римским папой Бенедиктом XV и канонизирован 18 октября 1964 года Римским папой Павлом VI.
День памяти в Католической Церкви — 3 июня.